# Heterocheirodon
A Heterocheirodon a sugarasúszójú halak (Actinopterygii) osztályába, a pontylazacalakúak (Characiformes) rendjébe a pontylazacfélék (Characidae) családjába tartozó nem.

## Rendszerezés
A nembe az alábbi 2 faj tartozik:
- Heterocheirodon jacuiensis
- Heterocheirodon yatai